# Підбуж (гміна)
Гміна Підбуж — колишня (1934—1939 рр.) сільська ґміна Дрогобицького повіту Львівського воєводства Польської республіки (1918—1939) рр. Центром ґміни було село Підбуж.

1 серпня 1934 р. було створено ґміну Підбуж в Дрогобицькому повіті. До неї увійшли сільські громади: Бистриця, Опака, Підбуж, Підмонастирок, Смільна, Сторона, Уріж, Винники, Залокоть, Жданівка .
В 1934 р. територія ґміни становила 196,21 км².  Населення ґміни станом на 1931 рік становило 14392 особи. Налічувалось 2405 житлових будинків. 

17 січня 1940 р. ґміна включена до Підбузького району.